# Katja Medved
Pour les articles homonymes, voir Medved.
Katja Medved est une joueuse slovène de volley-ball née le 20 mars 1986 à Celje. Elle mesure 1,62 m et joue au poste de libero. 

## Clubs
| Club                    | De        | À         |
| ----------------------- | --------- | --------- |
| OK Luka Koper           | 1996-1997 | 2006-2007 |
| Vital Ljubljana         | 2007-2008 | 2008-2009 |
| Nova KBM Branik Maribor | 2009-2010 | 2009-2010 |
| 1. VC Wiesbaden         | 2010-2011 | 2010-2011 |
| CSM Bucureşti           | 2011-2012 | 2012-2013 |
| CS Volei Alba-Blaj      | 2013-2014 | 2014-2015 |
| CSM Târgoviște          | 2015-2016 | 2015-2016 |
| OK Ankaran Hrvatini     | 2017-2018 | …         |

## Palmarès
- Championnat de Slovénie
  - Vainqueur : 2009.
- Coupe de Slovénie
  - Vainqueur : 2010.
- Championnat de Roumanie
  - Vainqueur : 2015.
  - Finaliste : 2016.
- Coupe de Roumanie
  - Vainqueur : 2016.